# Route 12 (Colombie-Britannique)
La Route 12, ouverte en 1953, est un lien entre la route 1 (Route transcanadienne) à Lytton et la route 99 à Lillooet, l'un des deux liens entre les districts régionaux de Thompson-Nicola et de Squamish-Lillooet. La route 12 suit la rive est du fleuve Fraser sur le flanc ouest de la Chaîne Range sur 63 km (39 mi).

## Intersections majeures
| District régional     | Ville    | km    | Destinations                            | Notes                               |
| --------------------- | -------- | ----- | --------------------------------------- | ----------------------------------- |
| Thompson-Nicola       | Lytton   | 0,00  | BC-1 – Cache Creek, Hope                |                                     |
| Thompson-Nicola       | Lytton   | 1,60  | Traverse la rivière Thompson            | Traverse la rivière Thompson        |
| Squamish-Lillooet     | Lillooet | 61,90 | BC-99 – Whistler, Lillooet, Cache Creek | La BC-12 nord devient la BC-99 nord |
| - Transition de route |          |       |                                         |                                     |